# Phare de Santo Agostinho
Le Phare de Santo Agostinho (en portugais : Farol do Cabo de Santo Agostinho), ou phare de Nazaré est un phare situé dans la ville de Cabo  de Santo Agostinho, dans l'État du Pernambouc - (Brésil). 
Ce phare est la propriété de la Marine brésilienne  et il est géré par le Centro de Sinalização Náutica e Reparos Almirante Moraes Rego (CAMR) au sein de la Direction de l'Hydrographie et de la Navigation (DHN).

## Histoire
Le premier phare, construit en 1884, a été désactivé au début des années 1940. C'était une tour cylindrique en fonte, avec trépied, semblable au phare San Antonio en Argentine. Il a été démoli, mais les maisons des gardiens en pierre de 2 étages sont encore debout et ont été identifiés comme un site prioritaire pour la conservation ou la restauration. Il était situé sur la pointe de la ville de Nazaré da Mata, à 40 km au sud de Recife.
Le second phare est une tour cylindrique de 15 m de haut, avec galerie. Elle est peinte en blanc. Il a été érigé au-dessus du site de l'ancien phare. Le phare émet, à une hauteur focale de 91 m, un éclat blanc par période de 10 secondes. Sa portée maximale est d'environ ? kilomètres.
Identifiant : ARLHS : BRA016 ; BR1338 - Amirauté : G0212 - NGA : 110-17960 .

### Lien connexe
- Liste des phares du Brésil